# Heterusia binotata
Heterusia binotata là một loài bướm đêm trong họ Geometridae.